# Victoria (F82)
Pour les articles homonymes, voir Victoria.
Le Victoria (F82) est une frégate de la classe Santa María en service dans la marine espagnole.
Construit en 1983 suivant la conception des frégates américaines de la classe Oliver Hazard Perry, le navire est lancé le 23 juillet 1986 et mis en service le 11 novembre 1987.

## Caractéristiques

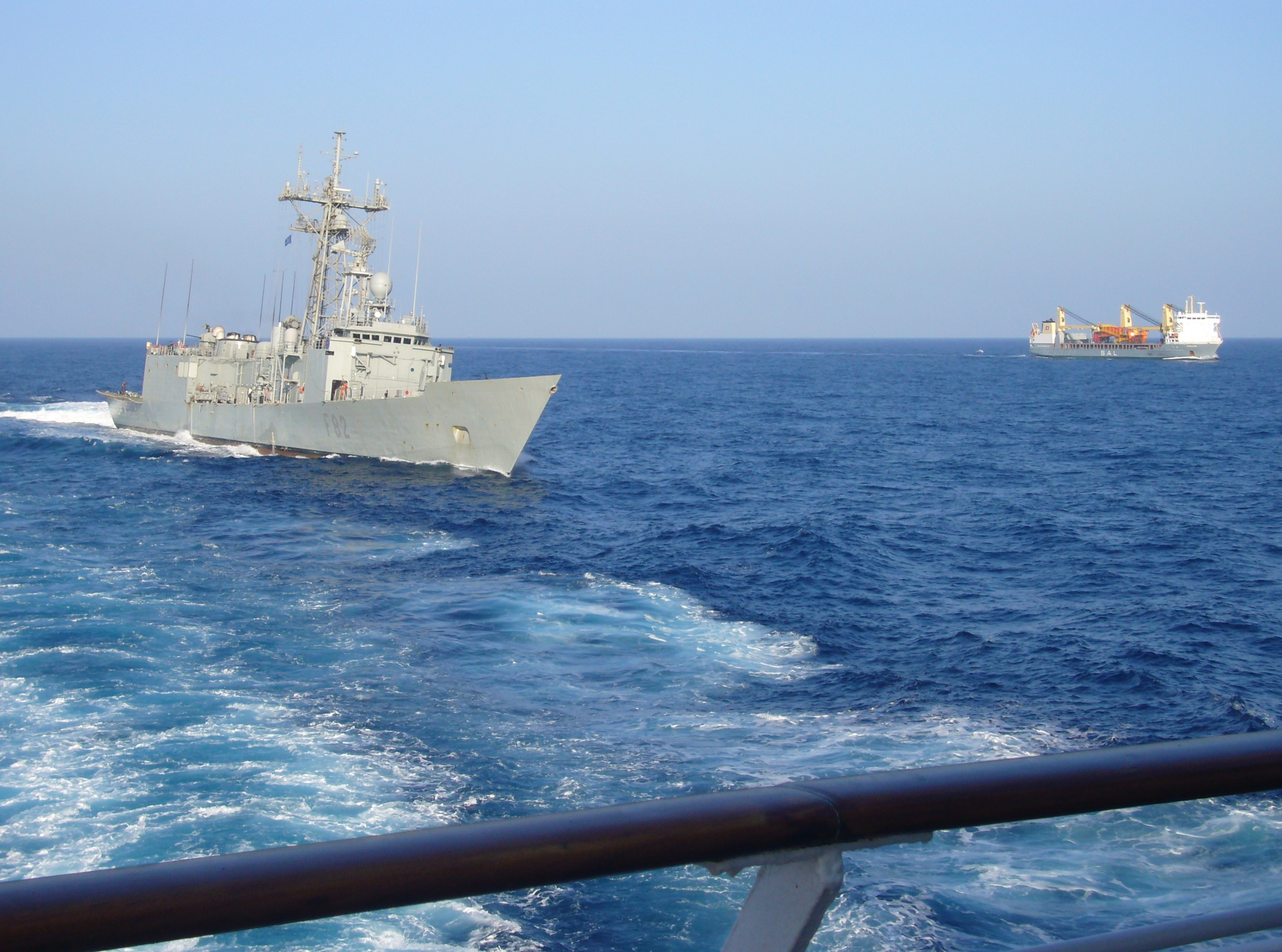
Le Victoria le 29 mars 2009.

La classe Santa María est une série de six frégates lance-missiles basées sur la classe Oliver Hazard Perry américaine. Sa conception repose sur un objectif de réduction des coûts unitaires tout en conservant un rôle de bâtiment de guerre antiaérienne (AAW) dotée de capacités de lutte anti-sous-marine (ASM) et anti-surface. La classe américaine se présente sous deux formes, la classe à coque courte et l'autre à coque longue, la classe Santa María étant la dernière avec un poutre supplémentaire pour permettre un poids supérieur plus important pour les modifications futures. La classe est divisée en deux lots, les quatre premiers étant du premier lot et les deux derniers du second. Le premier lot a un déplacement de 2 851 tonnes initiale, de 3 160 tonnes standard et de 4 017 tonnes à pleine charge. Le second lot a les mêmes caractéristiques initiale et standard, mais un déplacement à pleine charge de 4 107 tonnes. Les frégates mesurent 138,8 m de longueur hors tout et 125,9 m de longueur de flottaison avec une largueur de 14,3 m et un tirant d'eau standard de 4,52 m et un tirant d'eau maximum (au niveau du dôme sonar) de 6,6 m . Les navires disposent d'un effectif de 223 marins, dont 13 officiers.
La classe Santa María est propulsée par une hélice à pas variable propulsée par deux turbines à gaz General Electric LM2500 d'une puissance de 41 000 ch (31 000 kW), permettant aux navires une vitesse maximale de 29 nœuds (54 km/h). Les frégates transportent 587 tonnes de carburant, leur permettant une autonomie de 5 000 milles marins (9 300 km) à 18 nœuds (33 km/h) ou 4 500 milles marins (8 300 km) à 20 nœuds (37 km/h). Les navires disposent de quatre groupes électrogènes diesel Kato-Allison 114-DOOL de 1 000 kW, pour un total de 4 000 kW. Ceux-ci peuvent alimenter deux propulseurs d'étraves auxiliaires rétractables et rotatifs de 350 ch (260 kW). Les navires sont équipés de stabilisateurs d'ailerons.

### Armement et capteurs
Les frégates de la classe Santa María sont armées d'un lance-missiles monobras Mk 13 alimenté par un chargeur de 40 cartouches équipant 32 missiles antiaériens / anti-navires SM-1MR et 8 missiles anti-navires Harpoon. Les Harpoon ont une portée de 93 km à Mach 0,9 et transportent une ogive de 227 kg. Les missiles SM-1R ont une portée de 38 km à Mach 2. Les navires sont équipés d'un seul canon naval OTO Melara de 76 mm, capable de tirer 85 coups par minute jusqu'à 16,1 km de distance ; chaque obus transportant une ogive de 6 kg. Pour la défense antiaérienne, les navires sont équipés d'un CIWS Meroka de 20 mm. La batterie contenant 12 canons est capable de tirer 3 600 coups par minute jusqu'à 2 km. Pour la lutte ASM, les frégates sont armées de deux tubes lance-torpilles Mark 32 triples pour torpilles Mark 46 mod. 5.
Les navires sont équipés d'un radar de recherche (air) 2D AN/SPS-49 (V)4, d'un radar de recherche (air) 2-D trans-horizon RAN-12L (en cours de remplacement par le RAN-30) pour le CIWS Meroka, d'un radar de recherche (surface) SPS-55 et d'un radar de conduite de tir Mk 92. Pour l'ASM, les navires sont équipés d'un sonar SQS-56 et d'un sonar actif remorqué SQR-19(V). Pour le contrôle de tir des armes, ils disposent d'un système de conduite de tir Mk 13, d'un système de contrôle de missiles Mk 92 et SPG-60 STIR, ainsi que de systèmes ASM SQQ-89. Pour la guerre électronique, ils disposent d'un intercepteur Nettunel, d'un leurre anti-torpilles SLQ-25 Nixie et d'un lance-leurres Mk36 SROC.

### Avion
En tant que versions à coque longue de la classe Oliver Hazard Perry, les frégates de la classe espagnoles disposent de hangars doubles pour accueillir jusqu'à deux hélicoptères Sikorsky SH-60B Seahawk Light Airborne Multi-Purpose System (LAMPS) III, bien qu'un seul est généralement embarqué. Le pont d'hélicoptère, situé à l'arrière, est équipé du système de manutention d'hélicoptère RAST conçu pour accueillir les hélicoptères LAMPS.

## Historique

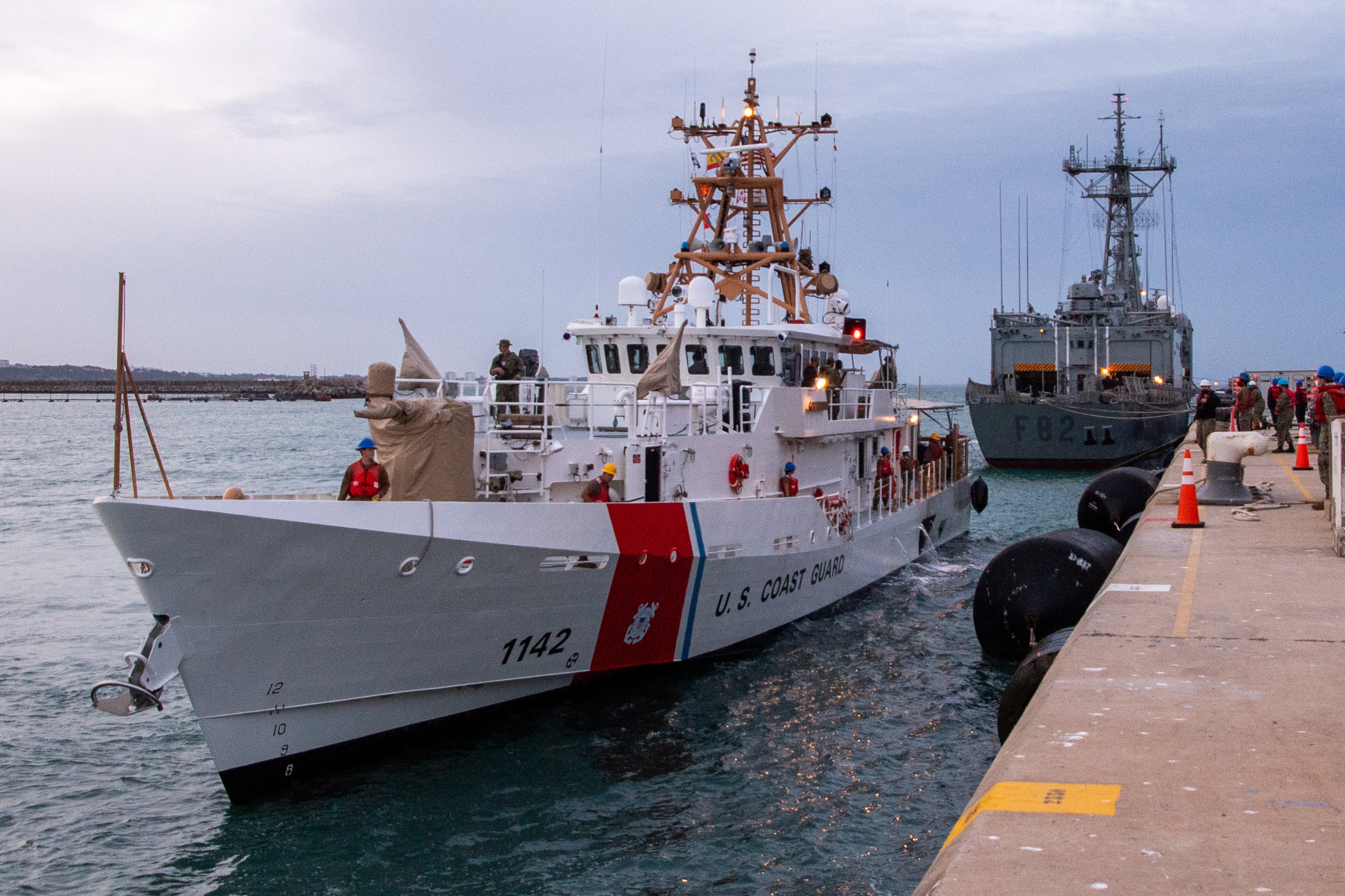
Victoria (à l'arrière) à la base navale de Rota le 13 avril 2021.

Le Victoria est commandé le 29 juin 1977. Mis sur cale le 16 août 1983 au chantier naval d'Izar à Ferrol, en Espagne, des retards sont provoqués par le report de la construction de la frégate par la marine espagnole, qui préfère se concentrer sur la construction d'un nouveau porte-avions. La frégate est finalement lancée le 23 juillet 1986 et mise en service en service le 11 novembre 1987. Sa base est située Rota, en Espagne, au sein du 41e escadron d'escorte.
Le 29 mars 2009, alors qu'il participe à l'opération Atalante, le pétrolier de la marine allemande Spessart est attaqué par un bateau pirate de sept hommes,. En plus de l'équipage civil régulier de 40 hommes, tanker transporte un détachement de sécurité de 12 hommes ayant échangé des tirs d'armes légères avec les pirates, ce qui a permis de repousser l'assaut. L'hélicoptère SH-60B du Victoria intercepte le skiff en question en ouvrant le feu, montant ensuite la garde des pirates s'étant rendus jusqu'à leurs interceptions par des unités navales. Les navires HNLMS De Zeven Provinciën, Psara et USS Boxer étaient également impliqués dans opération.
Le 2 juin 2010, le Victoria fournit une assistance médicale à l'équipage du navire libyen MV Rim et empêche la reprise de ce navire par des pirates somaliens. Le 3 août 2010, un hélicoptère du Victoria stoppe une attaque de pirates contre le chimiquier norvégien MV Bow Saga, qui avait envoyé un appel de détresse indiquant une attaque pirate. Les sept hommes à bord du skiff sont ensuite capturés par une seconde équipe de la force navale de l'Union européenne présente dans la région. Le 3 août 2010, le chimiquier norvégien MV Bow Saga traverse le couloir de transit au milieu du golfe d'Aden lorsqu'il fait face à une attaque. L'EU NAVFOR, entendant son appel de détresse, ordonne au navire de guerre le plus proche, le Victoria, de réagir à l'incident. Celui-ci intervient dix minutes après l'appel. Après des tirs de sommation, d'abord depuis l'hélicoptère puis depuis le navire de guerre Victoria, les pirates finissent par s'arrêter. Le skiff est fouillé par une équipe d'arraisonnement du Victoria et des armes retrouvées.
En novembre 2022, la marine espagnole annonce une modification du Victoria pour inclure un second pont pour bateau afin de permettre l'utilisation de bateaux pneumatiques à coque rigide.